# Pokémon: Arceus and the Jewel of Life
Pokémon: Arceus and the Jewel of Life (劇場版ポケットモンスター ダイヤモンド&パール 超克の時空へ, Gekijōban Poketto Monsutā Daiyamondo & Pāru: Chōkoku no Jikū e), (no Brasil e em Portugal, Pokémon - Arceus e a Joia da Vida) é um filme japonês lançado em 2009. É o 12.º filme da série Pokémon e, com seu lançamento, igualará o recorde de série de desenhos com mais filmes produzidos com Em Busca do Vale Encantado. Aparecem os lendários Dialga, Palkia, Giratina, Arceus e Heatran numa batalha épica.

## História
Ash e seus amigos chegam na cidade de Michina, logo encontram duas crianças que pedem para ter uma batalha em dupla, a batalha é Pikachu e Piplup vs. Heracross e Beautifly, onde Ash e Dawn são vencedores, então os garotos sugerem que eles vão visitar as ruínas. Chegando perto das ruínas, vórtices  de energia saem do lago e sugam Pikachu e Piplup, logo aparece uma garota e seu parceiro. A garota revela ter o poder de conectar seu coração com o dos pokémons, e então convoca Dialga para salvar Pikachu e Piplup, logo depois eles revelam ser Sheena e Kevin os Guardiões das Ruínas, e depois de Palkia e Giratina aparecerem também, Sheena e Kevin levam Ash e os seus amigos para conhecerem as Ruínas.
Nas Ruínas, os Guardiões explicam a lenda da cidade de Michina, que diz que um dia o lendário pokémon Arceus, o criador do mundo, retornará a Michina para trazer justiça aos humanos devido ter sido traído por Damos, um ancestral de Sheena que não quis devolver a Jóia da Vida para Arceus, a jóia que foi usada para tornar Michina um lugar fértil.
Logo depois de contarem a história da lenda para Ash, Dawn e Brock, eles sentem uma energia forte, e então Sheena diz: "Arceus está aqui"; então Sheena vai devolver a jóia para Arceus, a jóia estava com ela pois foi guardada por sua família durante anos; Arceus então destrói a jóia revelando ser uma cópia, pois a verdadeira foi feita por 5 das 16 placas de vida, todos ficam surpresos, então Arceus começa a destruir Michina, Dialga, Palkia e Giratina aparecem e tentam deter Arceus, logo depois Dialga manda Ash, Sheena, Dawn e Brock para o passado, para eles tentarem resolver o problema, fazendo Damos devolver a Jóia da Vida para Arceus.
Chegando no passado Ash e seus amigos são presos, exceto Sheena, que fica solta para poder conversar com o verdadeiro vilão, Marcus, e ela acaba revelando tudo sobre o futuro, sem saber que ele planeja usar tudo que ela sabe. Enquanto isso, Pikachu, Piplup, Pichu, Chikorita, Cyndaquil e Totodile ajudam Ash, Dawn, Brock e Damos a escaparem, pois Ash e Dawn descobrem que Damos planejava devolver a jóia mas foi detido por Marcus, sendo preso. 
Todos são libertados, Marcus engana Sheena e ataca Arceus no dia de devolver a jóia, fazendo Arceus quase morrer, Ash e Dawn batalham contra o Heatran e o Bronzong de Marcus com a ajuda de Chikorita, Cyndaquil e Totodile e Ash recupera a Jóia da Vida e tenta devolver para Arceus mas ele não escuta Ash, pois está muito ferido, inconsciente e tomado pelo ódio achando que Damos o traiu, mas então Damos o salva do ódio e salva sua vida fazendo o acordar e pegar a jóia da vida de Ash, então Arceus agradece a todos. Ash e os seus amigos se despedem de Damos e voltam para o futuro.
Lá eles percebem que Arceus ainda está destruindo Michina, mas quando Arceus vê Ash ele se lembra de tudo que aconteceu no passado e reconstrói tudo que destruiu e também recupera Dialga, Palkia e Giratina que estavam feridos da luta. Depois Ash e Sheena veem algo diferente nas Ruínas, uma escrição deixada por Damos para que eles pudessem ver no futuro. Arceus então chama Ash e diz a ele: " Ash, esse mundo no qual vocês vivem é maravilhoso...    ... e agora eu entendo que eu faço parte dele", e vai embora. Ash, Dawn e Brock se despedem de Sheena e Kevin e seguem sua jornada, nos créditos finais é mostrado o que aconteceu aos personagens dos filmes: "O Pesadelo de Darkrai" e "Giratina e o Cavaleiro do céu".

## Elenco

### Personagens
| Personagem          | Voz                |
| ------------------- | ------------------ |
| Satoshi/Ash Ketchum | Rica Matsumoto     |
| Pikachu             | Ikue Ohtani        |
| Hikari/Dawn         | Megumi Toyoguchi   |
| Takeshi/Brock       | Yūji Ueda          |
| Musashi/Jessie      | Megumi Hayashibara |
| Kojirō/James        | Shin'ichirō Miki   |
| Nyarth/Meowth       | Inuko Inuyama      |
| Narrador            | Unshō Ishizuka     |
| Arceus              | Akihiro Miwa       |
| Kevin               | Yūji Kishi         |
| Sheena              | Kie Kitano         |
| Damos               | Masahiro Takashima |